# Francesco Ginanni
Francesco Ginanni nacido el 6 de octubre de 1985 en Pistoia, en la Toscana es un ciclista italiano, miembro del equipo Acqua & Sapone.

## Biografía
Siendo amateur en el equipo Finauto-Neri en 2007, Francesco Ginanni ganó el Giro del Casentino. Al final de esa temporada, fichó en 2008 con el equipo profesional italiano Serramenti PVC Diquigiovanni - Androni Giocattoli.
Debutó en su primera temporada ocupando varios puestos de en el Tour de Turquía en abril y consiguiendo una segunda plaza en el Grand Prix de l'Industrie et de l'Artisanat de Larciano. En agosto consigue su primera carrera importante, el Gran Premio Industria e Commercio Artigianato y en las semanas siguientes también ganó los Tres Valles Varesinos y el Giro del Veneto. Estos resultados le permitieron acabar octavo en la clasificación del UCI Europe Tour.

## Palmarés
2007
- Giro del Casentino
- 1 etapa en el Gran Premio de Portugal

2008
- Gran Premio Industria e Commercio Artigianato
- Tres Valles Varesinos
- Giro del Veneto

2009
- Trofeo Laigueglia
- Gran Premio dell'Insubria
- Gran Premio Industria e Commercio Artigianato

2010
- Trofeo Laigueglia